# 王常凯
王常凯（1941年—），男，山东黄县人，中国武术运动员、教练、书法家。在“中华武林百杰”评选活动中被评为十大武术教练。1958年调选山东体育学院运动系山东省武术队，师从周永福、赵瑞章老师。1960年随周恩来总理、陈毅外长出访缅甸，受到吴温貌总统、吴努总理接见；1974年访美，在白宫玫瑰园受到美国总统尼克松、国务卿基辛格接见；先后十次随中国代表团出访世界五大洲近二十个国家和地区。六次担任中国武术代表团获中国武术冠军代表团教练、总教练。第一届世界武术锦标赛任中国队总教练。国际武术教材专家审定组成员、中国武术段位制审定组成员；中华武林百杰评选为中国当代十大武术名教练之一；中国武术九段。电影《少林寺》、《浪子燕青》任武术指导。个人剑术全国冠军保持十五年，双钩获全国男、女双器械冠军，昆仑剑（原名太乙剑）拍进电影《中国武术》，龙行双剑拍进电影《武术之花》。1965年在欢迎日本共产党代表团表演中，国家体委把他演练的龙行双剑拍成录像带，赠送给以宫本显治为团长的日本共产党代表团。1960年推广规定套路，国家体委把他演练的甲组剑术拍成电影，作为全国比赛统一动作的标准。他培养的学生多人多次获全国冠军，并获四项世界冠军。 王常凯后获“国家体育运动荣誉奖章”、“新中国体育开拓者奖“、第一届国际武术节“武术贡献奖”、“1958年全国武术运动会二等奖”。并享受国务院“政府特殊津贴”。王常凯自幼习爱书法艺术，习武之余临池不辍，初学颜柳，后学晋行，涉汉碑及宋、元、明、清各家之名帖书风，其书法苍劲雄厚，意趣隽永，寓武于书，形成了独特的个人风格。作品入编《中国美术家、书法家作品大汇》，《东方书画长城巨卷》，获“中国书法家名人” 称号。略传入编《体育词典》、《中国武术百科全书》、《中国当代武林人物志》、《中国当代艺术界名人录》、《山东省有重要贡献专家名录》、《中华人物辞海●当代文化卷》、《华人文学艺术界名人录》、《世界名人录》等。著作《飞龙长拳》由人民体育出版社出版。

## 生平
1958年入选山东武术队。曾在1982年電影《少林寺》中擔任动作设计。
曾任山东省武术协会副主席。2007年6月，晉升中國武術九段。

## 外部連結
- 王常凯在互联网电影资料库（IMDb）上的資料（英文）